# Страда Вецкија (Ређо Емилија)
Страда Вецкија је насеље у Италији у округу Ређо Емилија, региону Емилија-Ромања.
Према процени из 2011. у насељу је живело 49 становника. Насеље се налази на надморској висини од 29 м.